# 大沼温泉
大沼温泉（おおぬまおんせん）は秋田県鹿角市にある温泉。十和田八幡平国立公園内に位置し、八幡平温泉郷のひとつである。

## 泉質
単純温泉（低張性・中性・高温泉）、源泉温度：45.3度

## 温泉街
- 大沼の周辺の八幡平アスピーテライン沿いに、ホテル2軒、ドライブイン兼業の旅館1軒、日帰り入浴施設1軒がある。秋田八幡平スキー場のスキーリゾート地としての性格も持ち、秘湯的雰囲気の強い八幡平温泉郷にあっては例外的に近代的な設備の温泉地である。

- 温泉地周辺には、大沼散策のトレッキングコースおよび「八幡平ビジターセンター」、秋田八幡平スキー場・オートキャンプ場が存在する。

## 歴史
1959年（昭和34年）9月3日、八幡平温泉郷の一部として国民保養温泉地へ指定された。

## 交通
- 車 - 東北自動車道・鹿角八幡平ICから40分。松尾八幡平ICより60分。
- バス - 鹿角花輪駅より秋北バスで70分、大沼バス停下車。
  - 冬期は岩手県側および仙北市側への道路は閉鎖される。

## 周辺
- 八幡平温泉郷
  - 玉川温泉
  - 後生掛温泉
  - 蒸ノ湯温泉
  - 大深温泉
  - 藤七温泉